# Л-5 «Чартист»
| Л-5 «Чартист»                                                                   | Л-5 «Чартист»                                                                                  | Л-5 «Чартист»                                                                                  |
| ------------------------------------------------------------------------------- | ---------------------------------------------------------------------------------------------- | ---------------------------------------------------------------------------------------------- |
| Л-5 «Чартист»                                                                   |                                                                                                |                                                                                                |
|                                                                                 |                                                                                                |                                                                                                |
| Схематичне зображення підводного човна типу «Ленінець»                          |                                                                                                |                                                                                                |
| Верф                                                                            | завод № 198, Миколаїв                                                                          | завод № 198, Миколаїв                                                                          |
| Під прапором                                                                    | СРСР                                                                                           | СРСР                                                                                           |
| Належність                                                                      | Військово-морський флот СРСР                                                                   | Військово-морський флот СРСР                                                                   |
| Порт приписки                                                                   | Севастополь                                                                                    | Севастополь                                                                                    |
| Закладений                                                                      | 6 вересня 1930                                                                                 | 6 вересня 1930                                                                                 |
| Спуск на воду                                                                   | 5 червня 1932                                                                                  | 5 червня 1932                                                                                  |
| Введений до складу флоту                                                        | 30 жовтня 1933                                                                                 | 30 жовтня 1933                                                                                 |
| На службі                                                                       | 1933—1955                                                                                      | 1933—1955                                                                                      |
| Бойовий досвід                                                                  | Друга світова війна Німецько-радянська війна * Кампанія на Чорному морі ** Оборона Севастополя | Друга світова війна Німецько-радянська війна * Кампанія на Чорному морі ** Оборона Севастополя |
| Проєкт                                                                          |                                                                                                |                                                                                                |
| Тип ПЧ                                                                          | підводний мінний загороджувач                                                                  | підводний мінний загороджувач                                                                  |
| Основні характеристики                                                          |                                                                                                |                                                                                                |
| Швидкість (надводна)                                                            | 12,5 вузлів                                                                                    | 12,5 вузлів                                                                                    |
| Швидкість (підводна)                                                            | 8,22 вузли                                                                                     | 8,22 вузли                                                                                     |
| Гранична глибина занурення                                                      | 90 м                                                                                           | 90 м                                                                                           |
| Екіпаж                                                                          | 55 осіб                                                                                        | 55 осіб                                                                                        |
| Розміри                                                                         |                                                                                                |                                                                                                |
| Довжина найбільша (по КВЛ)                                                      | 78,5 м                                                                                         | 78,5 м                                                                                         |
| Ширина корпусу найб.                                                            | 7,2 м                                                                                          | 7,2 м                                                                                          |
| Середня осадка (по КВЛ)                                                         | 4,2 м                                                                                          | 4,2 м                                                                                          |
| Водотоннажність надводна                                                        | 1038,3 т                                                                                       | 1038,3 т                                                                                       |
| Силова установка                                                                |                                                                                                |                                                                                                |
| Дизель-електрична: 2 × дизельних двигуни 42БМ6 2 × електродвигуни ПГ84/50+84/50 |                                                                                                |                                                                                                |
| Гвинти                                                                          | 2                                                                                              | 2                                                                                              |
| Потужність                                                                      | 2 х 1100 к. с. (дизельні двигуни) 2 х 650 к. с. (електродвигун)                                | 2 х 1100 к. с. (дизельні двигуни) 2 х 650 к. с. (електродвигун)                                |
| Озброєння                                                                       |                                                                                                |                                                                                                |
| Артилерія                                                                       | 1 × 102-мм гармата Б-2                                                                         | 1 × 102-мм гармата Б-2                                                                         |
| Торпедно- мінне озброєння                                                       | 6 × 533-мм носових торпедних апарати (10 торпед) та 20 мін типу ПЛТ                            | 6 × 533-мм носових торпедних апарати (10 торпед) та 20 мін типу ПЛТ                            |
| ППО                                                                             | 1 × 45-мм напівавтоматична універсальна гармата 21-К                                           | 1 × 45-мм напівавтоматична універсальна гармата 21-К                                           |

Л-5 «Чартист» (рос. Л-5 «Чартист») — радянський військовий корабель, дизель-електричний підводний мінний загороджувач серії II типу «Ленінець» Військово-морського флоту СРСР за часів Другої світової війни. Закладений 15 березня 1930 року на заводі № 198 у Миколаєві під стапельним номером 202/32 та найменуванням «Чартист». 5 (за іншими даними 2) червня 1932 року спущений на воду, 30 жовтня (за іншими даними 2 або 8 листопада) 1933 року уведений до строю і 2 листопада 1933 року включений до складу Морських сил Чорного моря. 15 вересня 1934 року підводний човен отримав позначення «Л-5», але старе найменування продовжували використовувати як офіційних документах, і у повсякденному житті.

## Історія служби
Л-5 «Чартист» брав участь у німецько-радянській війні. Діяв у складі підводних сил Чорноморського флоту при обороні Севастополя; здійснив 12 бойових (87 діб) та 6 транспортних (20 діб) походів. 10 жовтня 1941 року на мінах встановлених човном поблизу мису Галата ймовірно затонув мінний загороджувач «Реджеле Карой I» (Regele Carol I (2369 GRT).
19 вересня човен атакував літак, а рано-вранці 1 листопада по «Чартисту» двічі безрезультатно випустив торпеди німецький підводний човен U-24. З радянського підводного човна атаки ворожої субмарини навіть не були помічені. Можливо, мінах виставлених Л-5 загинули десантні баржі F-473 (підірвалася 17 лютого 1943 року за півтори милі від мису Херсонес) та F-138 (за даними Ґренера наразилася на міну в районі Севастополя, залишилася на плаву, але до строю так і не повернулася).
З січня 1943 до серпня 1945 року проходив капітальний ремонт. 29 грудня 1955 року списаний на брухт.